# Cardinalidad
En matemáticas, la cardinalidad de un conjunto es la medida del "número de elementos en el conjunto". Por ejemplo, el conjunto A = {2, 4, 6} contiene 3 elementos, y por tanto A tiene cardinalidad 3. Existen dos aproximaciones a la cardinalidad, una que compara conjuntos directamente usando biyecciones e inyecciones, y otra que utiliza números cardinales. La cardinalidad de un conjunto también se suele llamar su tamaño, cuando no existe confusión con otras nociones de tamaño.
La cardinalidad de un conjunto A usualmente se denota | A |, con una pleca en cada lado; esta es la misma notación que la del valor absoluto y el significado depende del contexto. Alternativamente, la cardinalidad de A se puede denotar por n(A), A, card(A), o # A.

## Comparación de conjuntos
Mientras que la cardinalidad de un conjunto finito es simplemente el número de sus elementos, para extender la noción a conjuntos infinitos habitualmente se empieza definiendo la noción de comparación en conjuntos arbitrarios (en particular infinitos).

Función biyectiva de N en E. Aunque E es un subconjunto propio de N, ambos conjuntos tienen la misma cardinalidad.

### Definición 1:|A|=|B|
Dos conjuntos A y B tienen la misma cardinalidad si existe una biyección, esto es, una función inyectiva y suprayectiva, de A en B. Se dice que dichos conjuntos son equipotentes o equipolentes. Esta relación se puede denotar A ≈ B o w ~ B.
Por ejemplo, el conjunto E = {0, 2, 4, 6, ...} de números pares no negativos tiene la misma cardinalidad que el conjunto N = {0, 1, 2, 3, ...} de números naturales, ya que la función f(n) = 2n es una biyección de N sobre E.

### Definición 2:|A|≤|B|
A tiene cardinalidad menor o igual que la cardinalidad de B si existe una función inyectiva de A en B.

### Definición 3:|A|<|B|
A tiene cardinalidad estrictamente menor que la cardinalidad de B si existe una función inyectiva pero no biyectiva de A en B.
Por ejemplo, el conjunto N de los números naturales tiene cardinalidad estrictamente menor que la cardinalidad del conjunto R de los números reales, ya que la aplicación inclusión i : N → R es inyectiva, pero se puede probar que no existe una función biyectiva de N en R (por ejemplo, a través del argumento de la diagonal de Cantor).
Si | A | ≤ | B | y | B | ≤ | A | entonces | A | = | B | (teorema de Cantor-Bernstein-Schroeder). Los axiomas de un preorden también son verificados por ≤. El axioma de elección es equivalente a la afirmación de que dicho preorden es total, es decir, | A | ≤ | B | o | B | ≤ | A | para todo A, B.

## Números cardinales
En lo anterior, la cardinalidad se definió funcionalmente. Esto es, la cardinalidad de un conjunto no se definió como un objeto específico en sí. Sin embargo, se puede definir dicho objeto como sigue:
La relación de tener la misma cardinalidad se denomina equipotencia, y esta es una relación de equivalencia sobre la clase de todos los conjuntos. La clase de equivalencia de un conjunto A bajo esta relación consiste por tanto en todos los conjuntos con la misma cardinalidad que A. Hay dos maneras de definir la cardinalidad de un conjunto
1. La cardinalidad de un conjunto A se define como su clase de equivalencia bajo la equipotencia.
2. Se designa un conjunto representativo para cada clase de equivalencia. La elección más habitual es el ordinal inicial en dicha clase. Esta se toma usualmente como la definición de número cardinal en teoría de conjuntos axiomática.

Asumiendo el axioma de elección, las cardinalidades de los conjuntos infinitos se denotan
{\displaystyle \aleph _{0}<\aleph _{1}<\aleph _{2}<\ldots .}
Para cada ordinal {\displaystyle \alpha }, {\displaystyle \aleph _{\alpha +1}} es el menor número cardinal mayor que {\displaystyle \aleph _{\alpha }}.
La cardinalidad de los números naturales se denota álef-0 ({\displaystyle \aleph _{0}}), mientras que la cardinalidad de los números reales se denota "{\displaystyle {\mathfrak {c}}}" (una letra Fraktur minúscula "c"), también se denomina cardinalidad del continuo. Cantor probó, usando el argumento de la diagonal, que {\displaystyle {\mathfrak {c}}>\aleph _{0}}. Se puede probar que {\displaystyle {\mathfrak {c}}=2^{\aleph _{0}}}, siendo esta también la cardinalidad del conjunto de todos los subconjuntos de los números naturales. La hipótesis del continuo afirma que {\displaystyle \aleph _{1}=2^{\aleph _{0}}}, esto es, {\displaystyle 2^{\aleph _{0}}} es el menor número cardinal mayor que {\displaystyle \aleph _{0}}, y por tanto no hay ningún conjunto cuya cardinalidad esté estrictamente entre la de los enteros y la de los números reales. La hipótesis del continuo es independiente de los axiomas de Zermelo-Fraenkel, una axiomatización estándar de la teoría de conjuntos; esto es, es imposible probar o negar la hipótesis del continuo o su negación a través de los axiomas de Zermelo-Fraenkel (siendo estos consistentes).

## Conjuntos finitos, numerables y no numerables
Si el axioma de elección se cumple, la ley de tricotomía se cumple para la cardinalidad. Así, podemos definir lo siguiente:
- Cualquier conjunto X con cardinalidad menor que la de los números naturales, | X | < | N |, se dice que es un conjunto finito.
- Cualquier conjunto X que tiene la misma cardinalidad que el conjunto de números naturales, | X | = | N | = {\displaystyle \aleph _{0}}, se dice que es un conjunto infinito numerable.
- Cualquier conjunto X con cardinalidad mayor que la de los números naturales, | X | > | N |, por ejemplo | R | = {\displaystyle {\mathfrak {c}}} > | N |, se dice que es no numerable.

## Conjuntos infinitos
La intuición de los conjuntos finitos no funciona al trabajar con conjuntos infinitos. A finales del siglo diecinueve, Georg Cantor, Gottlob Frege, Richard Dedekind y otros matemáticos rechazaron la visión de que el todo no puede ser del mismo tamaño que la parte. Un ejemplo es la paradoja del hotel infinito de Hilbert. De hecho, Dedekind definió un conjunto infinito como aquel que tiene una correspondencia inyectiva con algún subconjunto estricto suyo (esto es, tener el mismo tamaño en el sentido de Cantor); esta noción de infinito se llama infinito de Dedekind. Cantor introdujo los números cardinales, y mostró que (de acuerdo a su definición de tamaño basada en biyecciones) algunos conjuntos infinitos son mayores que otros. La cardinalidad infinita más pequeña es la de los números naturales ({\displaystyle \aleph _{0}}).

### Cardinalidad del continuo
Uno de los resultados más importantes de Cantor fue que la cardinalidad del continuo ({\displaystyle {\mathfrak {c}}}) es mayor que la de los números naturales ({\displaystyle \aleph _{0}}); esto es, que hay más números reales R que naturales N. Además, probó que {\displaystyle {\mathfrak {c}}=2^{\aleph _{0}}=\beth _{1}} satisface:
{\displaystyle 2^{\aleph _{0}}>\aleph _{0}}.
La hipótesis del continuo afirma que no hay ningún número cardinal entre la cardinalidad de los reales y la cardinalidad de los números naturales, esto es,
{\displaystyle 2^{\aleph _{0}}=\aleph _{1}}
Sin embargo, esta hipótesis no se puede probar ni falsear en la ampliamente aceptada axiomática de Zermelo-Fraenkel, si esta es consistente.
Se puede usar la aritmética de cardinales para mostrar no solo que el número de puntos en una recta real es igual al número de puntos en cualquier segmento de dicha recta, sino que es igual al número de puntos en un plano e, incluso, en cualquier espacio finito-dimensional. Estos resultados son altamente contraintuitivos, ya que implica que existen subconjuntos propios y superconjuntos propios de un conjunto infinito S que tienen el mismo tamaño que S, aunque S contiene elementos que no pertenecen a sus subconjuntos, y los superconjuntos deS contienen elementos que no están incluidos en él.
El primero de estos resultados es directo al considerar, por ejemplo, la función tangente, que da una correspondencia biyectiva entre el intervalo (−½π, ½π) y R.
El segundo resultado lo demostró Cantor en 1878, pero resultó más claro en 1890, cuando Giuseppe Peano introdujo las curvas que rellenan el espacio, líneas curvas que giran lo suficiente para llenar completamente cualquier cuadrado, cubo o hipercubo, o espacio finito-dimensional. Estas curvas no son una prueba directa de que una recta tiene el mismo número de puntos que un espacio finito-dimensional, pero se pueden usar para obtener dicha prueba.
Cantor también demostró que existen conjuntos con cardinalidad estrictamente mayor que {\displaystyle {\mathfrak {c}}}. Estos incluyen, por ejemplo:
- el conjunto de todos los subconjuntos de R, esto es, el conjunto potencia de R, escrito P(R) o 2R
- el conjunto RR de las funciones de R en R

Ambos tienen cardinalidad
{\displaystyle 2^{\mathfrak {c}}=\beth _{2}>{\mathfrak {c}}}
Las igualdades de cardinales {\displaystyle {\mathfrak {c}}^{2}={\mathfrak {c}},} {\displaystyle {\mathfrak {c}}^{\aleph _{0}}={\mathfrak {c}},} y {\displaystyle {\mathfrak {c}}^{\mathfrak {c}}=2^{\mathfrak {c}}} se pueden demostrar usando la aritmética de cardinales:
{\displaystyle {\mathfrak {c}}^{2}=\left(2^{\aleph _{0}}\right)^{2}=2^{2\times {\aleph _{0}}}=2^{\aleph _{0}}={\mathfrak {c}},}
{\displaystyle {\mathfrak {c}}^{\aleph _{0}}=\left(2^{\aleph _{0}}\right)^{\aleph _{0}}=2^{{\aleph _{0}}\times {\aleph _{0}}}=2^{\aleph _{0}}={\mathfrak {c}},}
{\displaystyle {\mathfrak {c}}^{\mathfrak {c}}=\left(2^{\aleph _{0}}\right)^{\mathfrak {c}}=2^{{\mathfrak {c}}\times \aleph _{0}}=2^{\mathfrak {c}}.}

## Ejemplos y propiedades
- Si X = {a, b, c} e Y = {manzanas, naranjas, peras}, entonces | X | = | Y | porque { (a, manzanas), (b, naranjas), (c, peras)} es una biyección entre los conjuntos X e Y. La cardinalidad tanto de X como de Y es 3.
- Si | X | < | Y |, entonces existe Z tal que | X | = | Z | y Z ⊆ Y.
- Si | X | ≤ | Y | y | Y | ≤ | X |, entonces | X | = | Y |. Esto se cumple también para cardinales infinitos, y se conoce como teorema de Cantor-Bernstein-Schroeder.

## Unión e intersección
Si A y B son conjuntos disjuntos, entonces
{\displaystyle \left\vert A\cup B\right\vert =\left\vert A\right\vert +\left\vert B\right\vert .}
De aquí se puede probar que en general las cardinalidades de uniones e intersecciones están dadas por
{\displaystyle \left\vert C\cup D\right\vert +\left\vert C\cap D\right\vert =\left\vert C\right\vert +\left\vert D\right\vert \,.}